# Rouvres-en-Plaine
Rouvres-en-Plaine – miejscowość i gmina we Francji, w regionie Burgundia-Franche-Comté, w departamencie Côte-d’Or.
Według danych na rok 1990 gminę zamieszkiwało 797 osób, a gęstość zaludnienia wynosiła 54 osoby/km² (wśród 2044 gmin Burgundii Rouvres-en-Plaine plasuje się na 296. miejscu pod względem liczby ludności, natomiast pod względem powierzchni na miejscu 658.).